# Centrino 2 vPro

Logo del Centrino 2 vPro

Centrino 2 vPro è il nome commerciale di una delle 2 versioni della piattaforma Montevina sviluppata da Intel per i computer portatili come evoluzione della precedente Centrino Pro Santa Rosa, la prima piattaforma che è stata commercializzata con 2 marchi differenti (Centrino Pro e Centrino Duo) a seconda del settore in cui veniva impiegata. La prima generazione di Centrino 2 vPro, Montevina, è prevista per giugno 2008.
Al pari di quanto accaduto anche per la piattaforma che sta precedendo Montevina, Santa Rosa, il nome commerciale Centrino 2 vPro sarà destinato ai sistemi pensati per il settore business, mentre la maggior parte delle configurazioni basate su Montevina verranno commercializzate sotto il nome di Centrino 2. La differenza principale è l'assenza, in quest'ultima di quelle tecnologie che possono essere utili in ambito business.

## Componenti
Al pari di quanto fatto per le altre generazioni della piattaforma Centrino, e in particolare per la Centrino 2, così anche Centrino 2 vPro sarà basata su 3 componenti chiave, vale a dire, CPU, Chipset e Scheda wireless espressamente progettati per l'impiego in ambito mobile e quindi per avere come principale obiettivo il giusto bilanciamento tra prestazioni e consumi.

## Caratteristiche principali
La piattaforma precedente a Centrino 2 vPro, vale a dire Centrino Pro, era basata su un'unica generazione e non su due come è successo per le piattaforme principali (Centrino e Centrino Duo). Il motivo è semplice: Centrino Pro non è stata presentata contestualmente alla prima generazione di Centrino Duo, ma solo insieme alla seconda generazione. Dato che poi Intel ha deciso che le generazioni successive sarebbero diventate appunto Centrino 2 Centrino 2 vPro, il marchio Centrino Pro (poi rinominato in Centrino vPro a inizio 2008) ha avuto vita breve. Per il futuro, non è ancora dato sapere se anche Centrino 2 vPro vivrà per una o due generazioni dato che Intel non ha ancora annunciato il nome commerciale della piattaforma che seguirà Montevina.

### Montevina
Pochi mesi dopo la presentazione della seconda generazione di Centrino Duo e quindi del Core 2 Duo Merom, a gennaio 2008 Intel ha presentato il suo successore, ovvero il secondo processore mobile ad essere basato sull'architettura Intel Core Microarchitecture, conosciuto come Core 2 Duo Penryn. In questo caso non si tratta di un processore completamente nuovo, dato che l'architettura è rimasta la stessa di Merom, ma è caratterizzato da diversi affinamenti che lo rendono in grado di "spremere" al meglio le potenzialità dell'architettura "Core". Al pari di quanto già avvenuto in passato, il lancio del nuovo processore non ha coinciso immediatamente con il lancio della nuova piattaforma; inizialmente infatti si è visto solo un aggiornamento della sola CPU nei sistemi pensati per la piattaforma Centrino Duo Santa Rosa. Per questo motivo la piattaforma di riferimento rimane ancora Santa Rosa, sebbene basata sul nuovo processore, e quindi rinominata formalmente "Santa Rosa Refresh". Si tratta in effetti dello stesso approccio che Intel aveva già utilizzato al momento della presentazione del secondo Pentium M (Dothan) che aveva in un primo tempo semplicemente aggiornato la piattaforma Carmel precedente, e anche al momento della presentazione del Core 2 Duo Merom che aveva a sua volta aggiornato la piattaforma Napa. Molto probabilmente il produttore ha intenzione di conservare tale approccio anche per il futuro per successive generazioni di Centrino.
A giugno 2008 giunse l'atteso aggiornamento dell'intera piattaforma che prenderà il nome di Montevina. Di seguito i 3 componenti chiave della piattaforma:
- Processore - Core 2 Duo Penryn

L'architettura è la stessa del predecessore Merom e di tipo dual core ma il processo produttivo è passato dai 65 nm ai 45 nm sempre mediante l'approccio a Die Monolitico, e questo ha consentito di integrare una cache L2 aumentata del 50%, vale a dire 6 MB contro 4 MB, inoltre il bus salirà ulteriormente fino a 1066 MHz. Oltre a diverse altre migliorie comuni a tutti gli altri prodotti a 45 nm dell'azienda, appartenenti quindi alla seconda generazione dell'architettura "Core" è da segnalare l'integrazione delle nuove istruzioni SSE4 che in alcuni ambiti di utilizzo sono in grado di offrire prestazioni fino al 40%.
- Chipset - Cantiga (commercializzato come GM45, GS45, GM47 e PM45 ovvero una variante della famiglia Eaglelake)

Il BUS massimo supportato sarà ovviamente quello a 1066 MHz, e verrà aggiunta la compatibilità con i moduli RAM di tipo DDR3 in standard -800 e -1066; a parità di prestazioni, le memorie DDR3 sono in grado di mantenere consumi inferiori. Il comparto grafico verrà ancora una volta potenziato portando gli shader unificati da 8 a 10 e supportando nativamente le DirectX 10 e la codifica HDCP per la visione di contenuti ad alta definizione nei formati Blu-ray e HD DVD (sebbene il loro sviluppo sia poi stato interrotto a inizio 2008).
- Scheda wireless - Shiloh (commercializzata in 2 varianti WiFi Link 5100/5300 e WiFi/WiMAX Link 5150/5350)

Esisterà in 2 varianti, Shirley Peak e Echo Peak. La prima è in realtà molto simile alla soluzione integrata nella piattaforma precedente, offrendo il supporto agli standard 802.11 a/b/g/n con la possibilità pero di aggiungere anche una scheda aggiuntiva ("Dana Point") per il supporto della tecnologia WiMax. La seconda versione invece prevederà entrambi i tipi di connettività in un unico modulo.

## Le differenze di Centrino 2 vPro rispetto a Centrino 2
Nelle versioni della piattaforma Montevina commercializzate sotto il nome di Centrino 2 vPro, Intel aggiungerà alla versione base Centrino 2 alcune tecnologie che possono essere utili in ambito business, tra le quali la IAMT per l'amministrazione remota del sistema e il supporto BIOS alla tecnologia di virtualizzazione Vanderpool; si tratta di 2 caratteristiche mutuate dalla piattaforma desktop vPro.

## La piattaforma successiva
Come detto sopra, non è ancora chiaro se Centrino 2 vPro sarà ancora basata su 2 differenti generazioni di piattaforma oppure no, e quindi al momento non è dato sapere se la piattaforma di sesta generazione che seguirà a Montevina, che comunque è già stata annunciata attraverso il nome in codice di Calpella, verrà ancora commercializzata con il marchio Centrino 2 oppure vedrà la nascita di un altro marchio, verosimilmente "Centrino 3". In ogni caso sarà basata sul successore del processore Penryn, ovvero la prima CPU mobile basata sulla futura architettura Nehalem.